# 莫安巴

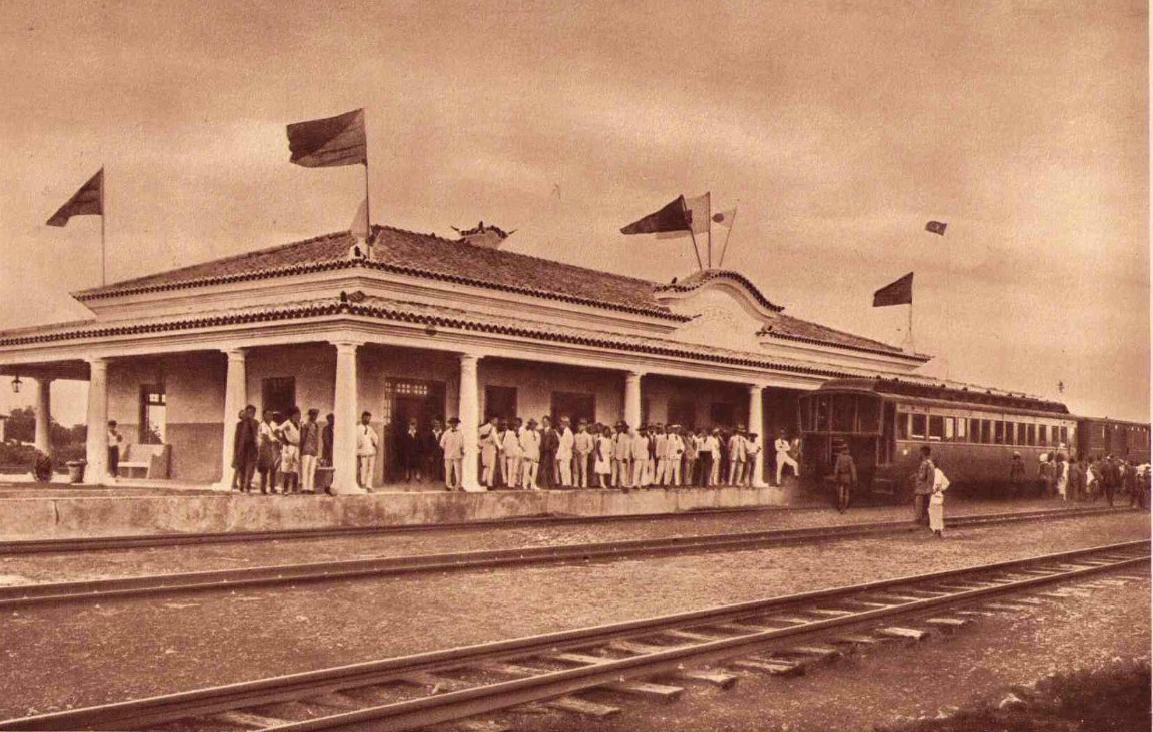
莫安巴火車站附近，照片攝於1920年

莫安巴（葡萄牙語：Moamba），是莫桑比克的城鎮，位於該國南部，由馬普托省負責管轄，是莫安巴區的首府，距離馬普托75公里，在1964年6月1日升級，2007年人口12,862。